# Cissus nobilis
Cissus nobilis, conhecida também como uva-do-mato, uva-da-mata ou cipó-de-anta, é uma espécie de  planta do gênero Cissus e da família Vitaceae.

## Taxonomia
A espécie foi descrita em 1940 por João Geraldo Kuhlmann. A espécie tem nomes populares diferentes em diferentes regiões:
| Nome         | Região                  |
| uva-do-mato  | Linhares, ES            |
| cipó-de-anta | Santa Cruz Cabrália, BA |
| uva-da-mata  | Belmonte, BA            |

## Forma de vida
É uma espécie terrícola e trepadeira.

## Conservação
A espécie faz parte da Lista Vermelha das espécies ameaçadas do estado do Espírito Santo, no sudeste do Brasil. A lista foi publicada em 13 de junho de 2005 por intermédio do decreto estadual nº 1.499-R.

## Distribuição
A espécie é encontrada nos estados brasileiros de Amazonas, Bahia, Espírito Santo e Minas Gerais. A espécie é encontrada nos  domínios fitogeográficos de Floresta Amazônica e Mata Atlântica, em regiões com vegetação de áreas antrópicas, floresta de inundação, floresta ombrófila pluvial e restinga.